# Зендийская задача
Зендийская задача (англ. Zendian problem) — учебное задание для специалистов по анализу трафика и криптоанализу, разработанное сотрудником Агентства национальной безопасности Л. Калимахосом в рамках учебного курса CA-400, который Калимахос вёл начиная с 1950-х годов.

## Суть задачи
Перехвачены 375 радиограмм, отправленных частями американской армии, которые высадились на вымышленном острове Зендия в Тихом океане.
Типичный перехваченный текст выглядит следующим образом:
```
XYR DE OWN 4235KCS 230620T USM-99/00091

9516 8123 0605 7932 8423 5095 8444 6831

JAAAJ EUEBD OETDN GXAWR SUTEU   EIWEN YUENN ODEUH RROMM EELGE
AEGID TESRR RASEB ENORS RNOMM   EAYTU NEONT ESFRS NTCRO QCEET
OCORE IITLP OHSRG SSELY TCCSV   SOTIU GNTIV EVOMN TMPAA CIRCS
ENREN OTSOI ENREI EKEIO PFRNT   CDOGE NYFPE TESNI EACEA ISTEM
SOFEA TROSE EQOAO OSCER HTTAA   LUOUY LSAIE TSERR ESEPA PHVDN
HNNTI IARTX LASLD URATT OPPLO   AITMW OTIAS TNHIR DCOUT NMFCA
SREEE USSDS DHOAH REEXI PROUT   NTTHD JAAAJ EUEBD

```

Известно, что в каждом перехваченном сообщении первая строчка содержит позывные, частоты, время и идентификационный номер радиста. Остальная часть сообщения содержит зашифрованный текст, переданный кодом Морзе.
Значение числового заголовка изначально не известно, значения компонентов этого заголовка могут быть установлены через анализ трафика.
Остальное сообщение состоит из «индикаторов» и зашифрованного текста; первая группа знаков, очевидно, является индикатором, указывающим на использованную криптосистему, а часть или все группы знаков второй части сообщения могут содержать ключи к тексту. Первые две группы знаков повторяются в конце текста сообщения. Текст передачи всегда содержит полные группы знаков, возможно использование «нулей» для замещения недостающих знаков.
Используемые для шифрования исходного текста криптосистемы включают транспозиционные  шифры, шифры подстановки и one-part codes. Разговоры между операторами, ведущиеся открытым текстом, также могут оказаться полезными для расшифровки перехваченных сообщений.
Хотя дешифровка может быть осуществлена без использования компьютера, решение не является лёгким. Решение Зендийской задачи закрепляет на практике многие базовые принципы криптоанализа, в том числе способы использования набора перехваченных сообщений. Криптоаналитики, которые успешно заканчивали курс CA-400 у Калимахоса, принимались в члены общества Данди.

## Доступность

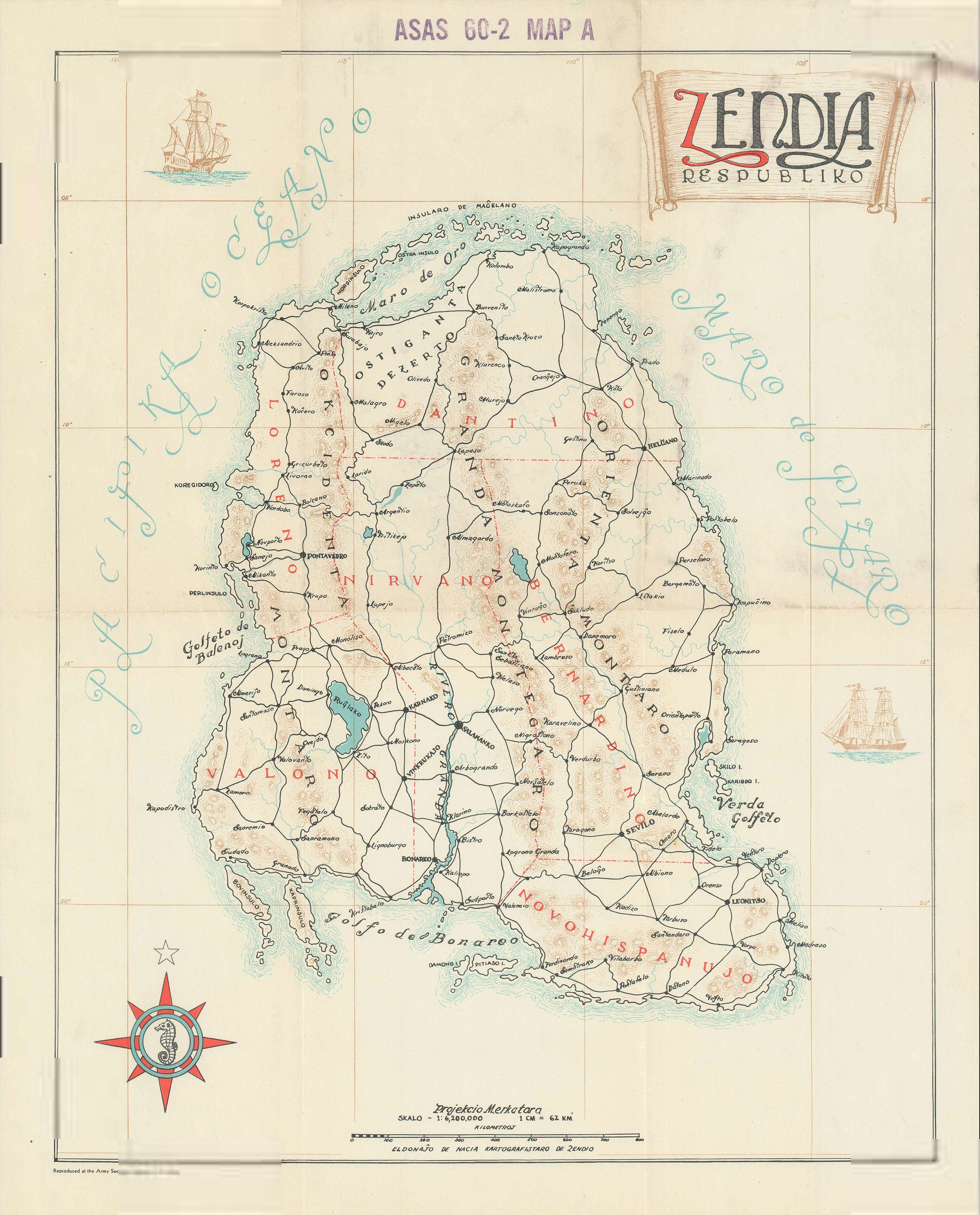
Карта Зендии

Зендийская проблема была рассекречена и опубликована в одной из книг серии «Военный криптоанализ», а также издана отдельным изданием. Обе книги опубликованы американским издательством Aegean Park Press.
Напечатанная карта вымышленной страны Зендия висит на стене библиотеки в Национальном музее криптографии в Форт-Миде.